# Репусоар
Репусоар (фр. repoussoir—пробојац, заправо изазивач контраста) је у сликарству назив за предмет који је постављен у предњи план и углавном у вертикалном положају на сликама пејзажа. То може бити и нека фигура (најчешће приказана с леђа). Она се издваја јер је тамна у односу на светлу позадину пејзажа. Задатак репусоара је да усмере поглед посматрача у дубину и да на тај начин повећају ефекат просторности.